# Tango (Milva)
Tango è un album del 1968 interpretato dalla cantante italiana Milva, arrangiato e orchestrato da Iller Pattacini (fisarmonica solista). I testi italiani sono stati, inoltre, rivisti da E. Rondinella, così come riportato all'interno dell'LP originale. Il numero di catalogo è SMRL 6058.

## Tracce
1. Questo tango (La cumparsita) – 3:17 (Eugenio Rondinella, Gerardo Matos Rodríguez)
2. Guardando intorno a te (A media luz) – 2:32 (Carlos César Lenzi, Edgardo Donato)
3. Il cantastorie col bandoneon (Bandoneon arrabalero) – 2:40 (Bachica, Pascual Contursi, Umberto Bertini)
4. La mia vita cambierà (Inspiracion) – 3:25 (Eugenio Rondinella, Peregrino Paulos)
5. Stanotte sognerò (Cielo azzurro) – 4:04 (Josef Rixner)
6. Adiós muchachos – 2:58 (Cesar Vedani, Julio César Sanders)
7. La donna del buono a nulla (Duelo criollo) – 2:57 (Juan Rezzano, Lito Bayardo)
8. Rodriguez morirai (Rodriguez pena) – 2:44 (Eugenio Rondinella, Juan Miguel Velich, Vicente Greco)
9. All'osteria (El choclo) – 2:56 (Angel Villoldo)
10. Il diario sa (Blue tango) – 2:45 (Eugenio Rondinella, Leroy Anderson, Mitchell Parish)
11. So che nel cielo (Poema) – 3:20 (Eduardo Vicente Bianco, Mario Melfi)
12. Adios, pampa mia – 4:15 (Francisco Canaro, Ivo Pelay, Giacomo Mario Gili, Mariano Mores)